# Uehemka
Uehemka (ka = "duša") je bio egipatski princ 4. dinastije, sin krunskog princa Nefermaata i njegove žene Itet, te unuk faraona Snofrua. Prikazan je kao dječak u grobnici svojih roditelja u Meidumu.